# HMS Vigilant (S30)
Pour les autres navires du même nom, voir HMS Vigilant.
Pour les articles homonymes, voir Vigilant et S30.
Le SNLE Vigilant (S30) de la Royal Navy est le 3e des 4 sous-marin de la classe Vanguard.

## Électronique
Il comprend les systèmes suivants : 
- 1 radar de navigation Kelvin Hughes Type 1007
- 1 suite sonar TMSL Type 2054
- 1 contrôle d'armes BAe Systems SMCS
- 1 système de combat BAe Systems SMCS
- 2 lance leurres torpille SSE mk.10
- 1 détecteur radar Racal UAP.3
- 1 périscope Pilkington Optronics CK.51
- 1 périscope Pilkington Optronics CH.91